# Oberliga 1947-1948
L'edizione 1947-48 della Oberliga vide la vittoria finale del Norimberga che fu dichiarato Campione di Germania dopo aver sconfitto per 2-1 il Kaiserslautern in finale. Alla fase finale avrebbe dovuto partecipare anche l'SG Planitz (campione della zona di occupazione sovietica), tuttavia esso non venne autorizzato dalle autorità dell'Unione Sovietica a prendere parte agli incontri contro le altre squadre.
A seguito della spartizione della Germania da parte degli Alleati, inoltre, si determinarono quattro singoli campioni, uno per ogni zona di occupazione:
- zona di occupazione americana: Norimberga
- zona di occupazione francese: Kaiserslautern
- zona di occupazione britannica: Amburgo
- zona di occupazione sovietica: SG Planitz

oltre che di Berlino:
- Union Oberschöneweide

## Zona americana
|     | Classifica             | G  | V  | N  | P  | GF  | GS  | Pt |
| --- | ---------------------- | -- | -- | -- | -- | --- | --- | -- |
| 1.  | Norimberga             | 38 | 28 | 4  | 6  | 88  | 37  | 60 |
| 2.  | Monaco 1860            | 38 | 23 | 6  | 9  | 77  | 63  | 52 |
| 3.  | Stuttgarter Kickers    | 38 | 23 | 4  | 11 | 113 | 58  | 50 |
| 4.  | Bayern Monaco          | 38 | 21 | 8  | 9  | 72  | 38  | 50 |
| 5.  | Stoccarda              | 38 | 21 | 3  | 14 | 96  | 60  | 45 |
| 6.  | SV Waldhof             | 38 | 19 | 7  | 12 | 77  | 59  | 45 |
| 7.  | FSV Francoforte        | 38 | 17 | 9  | 12 | 66  | 50  | 43 |
| 8.  | VfR Mannheim           | 38 | 17 | 9  | 12 | 66  | 55  | 43 |
| 9.  | Kickers Offenbach      | 38 | 15 | 12 | 11 | 75  | 55  | 42 |
| 10. | Eintracht Francoforte  | 38 | 16 | 9  | 13 | 64  | 56  | 41 |
| 11. | Schwaben Augsburg      | 38 | 15 | 11 | 12 | 66  | 59  | 41 |
| 12. | TSG Ulm 1846           | 38 | 14 | 10 | 14 | 60  | 60  | 38 |
| 13. | 1. FC Schweinfurt 05   | 38 | 13 | 8  | 17 | 49  | 53  | 34 |
| 14. | VfB Mühlburg           | 38 | 13 | 7  | 18 | 53  | 59  | 33 |
| 15. | SpVgg Fürth            | 38 | 15 | 1  | 22 | 68  | 86  | 31 |
| 16. | VfL Neckarau           | 38 | 11 | 8  | 19 | 48  | 81  | 30 |
| 17. | Viktoria Aschaffenburg | 38 | 8  | 9  | 21 | 46  | 88  | 25 |
| 18. | Rot-Weiß Francoforte   | 38 | 9  | 4  | 25 | 50  | 99  | 22 |
| 19. | Wacker Monaco          | 38 | 7  | 7  | 24 | 41  | 89  | 21 |
| 20. | Sportfreunde Stoccarda | 38 | 4  | 6  | 28 | 30  | 100 | 14 |

### Verdetti
- Norimberga campione della zona di occupazione americana (Oberliga Süd) 1947-48.
- SpVgg Fürth, VfL Neckarau, Viktoria Aschaffenburg, Rot-Weiß Francoforte, Wacker Monaco e Sportfreunde Stoccarda retrocesse.

## Zona francese

### Oberliga Südwest, Staffel Nord
|     | Classifica           | G  | V  | N | P  | GF  | GS | Pt |
| --- | -------------------- | -- | -- | - | -- | --- | -- | -- |
| 1.  | Kaiserslautern       | 26 | 23 | 2 | 1  | 151 | 18 | 48 |
| 2.  | Saarbrücken          | 26 | 20 | 3 | 3  | 73  | 22 | 43 |
| 3.  | Neuendorf            | 26 | 19 | 2 | 5  | 74  | 36 | 40 |
| 4.  | Borussia Neunkirchen | 26 | 18 | 2 | 6  | 109 | 36 | 38 |
| 5.  | Wormatia Worms       | 26 | 14 | 4 | 8  | 80  | 51 | 32 |
| 6.  | FK Pirmasens         | 26 | 12 | 3 | 11 | 56  | 54 | 27 |
| 7.  | VfL Neustadt/W.      | 26 | 12 | 2 | 12 | 46  | 67 | 26 |
| 8.  | Magonza              | 26 | 8  | 9 | 9  | 36  | 49 | 25 |
| 9.  | SV Saarbrücken       | 26 | 10 | 5 | 11 | 42  | 64 | 25 |
| 10. | Phönix Ludwigshafen  | 26 | 8  | 5 | 13 | 32  | 57 | 21 |
| 11. | SuSG Völklingen      | 26 | 3  | 4 | 19 | 31  | 89 | 10 |
| 12. | SG Gonsenheim        | 26 | 4  | 2 | 20 | 33  | 99 | 10 |
| 13. | FSV Trier-Kürenz     | 26 | 3  | 4 | 19 | 24  | 95 | 10 |
| 14. | SV 1910 Andernach    | 26 | 4  | 1 | 21 | 31  | 81 | 9  |

### Oberliga Südwest, Staffel Süd
|     | Classifica         | G  | V  | N | P  | GF | GS | Pt |
| --- | ------------------ | -- | -- | - | -- | -- | -- | -- |
| 1.  | Fortuna Rastatt    | 22 | 13 | 7 | 2  | 53 | 19 | 33 |
| 2.  | Offenburger SV     | 22 | 15 | 2 | 5  | 47 | 25 | 32 |
| 3.  | Eintracht Singen   | 22 | 12 | 3 | 7  | 44 | 21 | 27 |
| 4.  | VfL Konstanz       | 22 | 10 | 5 | 7  | 40 | 30 | 25 |
| 5.  | Fortuna Friburgo   | 22 | 9  | 7 | 6  | 39 | 32 | 25 |
| 6.  | VfL Schwenningen   | 22 | 11 | 2 | 9  | 41 | 34 | 24 |
| 7.  | SSV Reutlingen     | 22 | 9  | 5 | 8  | 38 | 37 | 23 |
| 8.  | SG Friedrichshafen | 22 | 9  | 3 | 10 | 39 | 37 | 21 |
| 9.  | VfL Friburgo       | 22 | 8  | 5 | 9  | 30 | 31 | 21 |
| 10. | SV Biberach        | 22 | 6  | 4 | 12 | 32 | 43 | 16 |
| 11. | SV Trossingen      | 22 | 4  | 2 | 16 | 15 | 46 | 10 |
| 12. | SV Laupheim        | 22 | 3  | 1 | 18 | 14 | 77 | 7  |

### Finale Oberliga Südwest
| 20 giugno 1948 | Fortuna Rastatt | 0 – 3 | Kaiserslautern |  |

| 27 giugno 1948 | Kaiserslautern | 6 – 1 | Fortuna Rastatt |  |

### Verdetti
- Kaiserslautern campione della zona di occupazione francese (Oberliga Südwest) 1947-48.
- SV Trossingen e SV Laupheim retrocesse.

## Zona britannica

### Partecipanti
| Squadra                 | qualificata come                      |
| Borussia Dortmund       | Campione dell'Oberliga West           |
| Sportfreunde Katernberg | Secondo classificato in Oberliga West |
| STV Horst-Emscher       | Terzo classificato in Oberliga West   |
| SV Hamborn 07           | Quarto classificato in Oberliga West  |
| Amburgo                 | Campione dell'Oberliga Nord           |
| St. Pauli               | Secondo classificato in Oberliga Nord |
| TSV Braunschweig        | Terzo classificato in Oberliga Nord   |
| Werder Brema            | Quarto classificato in Oberliga Nord  |

### Fase finale

#### Quarti di finale
| Amburgo 9 maggio 1948 | St. Pauli | 3 – 1 | STV Horst-Emscher |  |

| Gelsenkirchen 9 maggio 1948 | Sportfreunde Katernberg | 1 – 2 | TSV Braunschweig |  |

| Oberhausen 9 maggio 1948 | Hamborn | 0 – 1 | Amburgo |  |

| Hannover 8 maggio 1948 | Werder Brema | 2 – 3 (d.t.s.) | Borussia Dortmund |  |

#### Semifinali
| Amburgo 30 maggio 1948 | Amburgo | 3 – 2 | TSV Braunschweig | Altonaer Stadion |

| Gladbeck 30 maggio 1948 | Borussia Dortmund | 2 – 2 (d.t.s.) | St. Pauli |  |

| Braunschweig 6 giugno 1948 Semifinale - ripetizione | St. Pauli | 1 – 0 | Borussia Dortmund |  |

#### Finale
| Amburgo 13 giugno 1948 | Amburgo | 6 – 1 | St. Pauli | Stadion Hoheluft |

#### Verdetti
- Amburgo campione della zona di occupazione britannica (Oberliga Nord-West) 1947-48.

## Campionato di Berlino
|     | Classifica              | G  | V  | N | P  | GF | GS | Pt |
| --- | ----------------------- | -- | -- | - | -- | -- | -- | -- |
| 1.  | SG Oberschöneweide      | 22 | 16 | 3 | 3  | 68 | 21 | 35 |
| 2.  | SG Wilmersdorf          | 22 | 15 | 4 | 3  | 57 | 20 | 34 |
| 3.  | SG Charlottenburg       | 22 | 12 | 7 | 3  | 63 | 23 | 31 |
| 4.  | SG Prenzlauer Berg-West | 22 | 13 | 4 | 5  | 65 | 31 | 30 |
| 5.  | SG Reinickendorf-West   | 22 | 10 | 7 | 5  | 47 | 27 | 27 |
| 6.  | SG Spandau-Altstadt     | 22 | 7  | 8 | 7  | 43 | 36 | 22 |
| 7.  | SG Pankow-Nord          | 22 | 7  | 6 | 9  | 26 | 32 | 20 |
| 8.  | SG Südring              | 22 | 7  | 6 | 9  | 39 | 47 | 20 |
| 9.  | SG Köpenick             | 22 | 6  | 5 | 11 | 36 | 58 | 17 |
| 10. | SG Staaken              | 22 | 4  | 3 | 15 | 25 | 79 | 11 |
| 11. | SG Mariendorf           | 22 | 3  | 3 | 16 | 33 | 71 | 9  |
| 12. | SG Osloer Straße        | 22 | 2  | 4 | 16 | 29 | 90 | 8  |

### Verdetti
- Union Oberschöneweide campione di Berlino 1947-48.
- SG Staaken, SG Mariendorf e SG Osloer Straße retrocesse.

## Fase finale

### Partecipanti
| Squadra               | qualificata come                                  |
| Amburgo               | Campione della Zona di occupazione britannica     |
| St. Pauli             | Vicecampione della Zona di occupazione britannica |
| Kaiserslautern        | Campione della Zona di occupazione francese       |
| Neuendorf             | Vicecampione della Zona di occupazione francese   |
| Norimberga            | Campione della Zona di occupazione americana      |
| Monaco 1860           | Vicecampione della Zona di occupazione americana  |
| SG Planitz            | Campione della Zona di occupazione sovietica      |
| Union Oberschöneweide | Campione di Berlino                               |

### Quarti di finale
| Arbitro: | Schmetzer (Mannheim) |

|                |           |                 |
| Miltz 67’, 74’ | Marcatori | 53’ Adamkiewicz |

| Arbitro: | Raspel |

|                                                                 |           |             |
| Christmann 32’ Walter 64’ Christmann 70’ Baßler 83’, 85’ (rig.) | Marcatori | 62’ Thanner |

| Arbitro: | Franz Huhn |

|  |           |                                                               |
|  | Marcatori | Michael 3’ Machate 8’, 61’ Schaffer 33’, 43’, 86’ Lehmann 59’ |

|  | Norimberga | – non disputata referto | Planitz |  |

### Semifinali
| Arbitro: | Glöckner |

|                                      |           |                         |
| Hagen 31’ Winterstein 33’ Pöschl 94’ | Marcatori | 56’ Lehmann 82’ Machate |

| Arbitro: | Strobel |

|                                                    |           |           |
| Walter 22’ Grewenig 44’ Baßler 53’ Walter 83’, 85’ | Marcatori | 86’ Warth |

### Finale
| Arbitro: | Burmeister |

|                                                                                                   |            |                                                                                                |
| Winterstein 10’ Pöschl 25’                                                                        | Marcatori  | 62’ (aut.) Uebelein                                                                            |
| Schaffer Uebelein Knoll Bergner Kennemann Gebhardt Herbolsheimer Morlock Pöschl Winterstein Hagen | Formazioni | Hölz Huppert Kohlmeyer E.Liebrich W.Liebrich Klee Grewenig F.Walter O.Walter Baßler Christmann |
| Schmidt                                                                                           | Allenatori | F.Walter                                                                                       |

## Verdetti
- Norimberga campione della Westzonenmeisterschaft 1947-48.